# استیون کیپروتیچ
استیون کیپروتیچ (انگلیسی: Stephen Kiprotich؛ زادهٔ ۲۷ فوریهٔ ۱۹۸۹) یک دونده دو استقامت و دونده ماراتن اهل اوگاندا است.
وی در مسابقات بین‌المللی در مجموع برندهٔ ۲ مدال طلا شده‌است.